# Scotodrymadusa persa
Scotodrymadusa persa är en insektsart som först beskrevs av Boris Petrovich Uvarov 1917.  Scotodrymadusa persa ingår i släktet Scotodrymadusa och familjen vårtbitare. Inga underarter finns listade i Catalogue of Life.